# Lentvora
Lentvora és un poble i municipi d'Eslovàquia. Es troba a la regió de Banská Bystrica. La primera menció escrita de la vila es remunta al 1446.

## Demografia
| Godina             | 1994 | 2004   | 2014   | 2024    |
| ------------------ | ---- | ------ | ------ | ------- |
| Nombre de persones | 94   | 97     | 95     | 79      |
| Diferència         |      | +3,19% | −2,06% | −16,84% |

| Godina             | 2023 | 2024   |
| ------------------ | ---- | ------ |
| Nombre de persones | 77   | 79     |
| Diferència         |      | +2,59% |